# DHT (banda)
DHT é um duo belga formado por Edmée Daenen e Flor Theeuwes. Fizeram sucesso nos Estados Unidos e na Austrália, em 2005, com sua versão cover de "Listen to Your Heart", originalmente gravada por Roxette.

## Discografia

### Álbuns
- Listen to Your Heart (19 de julho de 2005)
- Listen to Your Heart [Dance & Unplugged] (disco duplo) (12 de agosto de 2006)

### Singles
| Ano                                           | Single                                   | Posição mais alta nas paradas | Posição mais alta nas paradas | Posição mais alta nas paradas | Posição mais alta nas paradas | Posição mais alta nas paradas | Posição mais alta nas paradas | Posição mais alta nas paradas | Posição mais alta nas paradas | Posição mais alta nas paradas | Posição mais alta nas paradas | Certificações (Limiares de vendas) | Álbum                |
| Ano                                           | Single                                   | AUS                           | BEL (FL)                      | FRA                           | ALE                           | IRL                           | NL                            | NOR                           | SUI                           | RU                            | U.S.                          | Certificações (Limiares de vendas) | Álbum                |
| --------------------------------------------- | ---------------------------------------- | ----------------------------- | ----------------------------- | ----------------------------- | ----------------------------- | ----------------------------- | ----------------------------- | ----------------------------- | ----------------------------- | ----------------------------- | ----------------------------- | ---------------------------------- | -------------------- |
| 2002                                          | "True Love"                              | —                             | 29                            | —                             | —                             | —                             | —                             | —                             | —                             | —                             | —                             |                                    | Álbum sem singles    |
| 2003                                          | "Magic Melody"                           | —                             | 33                            | —                             | —                             | —                             | —                             | —                             | —                             | —                             | —                             |                                    | Álbum sem singles    |
| 2003                                          | "Uninvited"                              | —                             | 33                            | —                             | —                             | —                             | —                             | —                             | —                             | —                             | —                             |                                    | Álbum sem singles    |
| 2003                                          | "Listen to Your Heart" (featuring Edmée) | 11                            | 15                            | 7                             | 81                            | 12                            | 10                            | 19                            | 100                           | 7                             | 8                             | - EUA: Ouro                        | Listen to Your Heart |
| 2004                                          | "My Dream"                               | —                             | 39                            | —                             | —                             | —                             | —                             | —                             | —                             | —                             | —                             |                                    | Listen to Your Heart |
| 2005                                          | "Driver's Seat"                          | —                             | 33                            | —                             | —                             | —                             | —                             | —                             | —                             | —                             | —                             |                                    | Listen to Your Heart |
| 2006                                          | "Someone"                                | —                             | —                             | —                             | —                             | —                             | —                             | —                             | —                             | —                             | —                             |                                    | Listen to Your Heart |
| 2006                                          | "I Go Crazy"                             | —                             | 3                             | 76                            | —                             | —                             | 56                            | —                             | —                             | —                             | —                             |                                    | Listen to Your Heart |
| "—"indica que não entrou nas paradas musicais |                                          |                               |                               |                               |                               |                               |                               |                               |                               |                               |                               |                                    |                      |